# Mosdenia
Mosdenia là một chi thực vật có hoa trong họ Hòa thảo (Poaceae).

## Loài
Chi Mosdenia gồm các loài: